# Gabriel Arminjon
Gabriel Arminjon (1910-1984) est un écrivain, journaliste et agriculteur français.

## Œuvres
- Banquier des pauvres, 1957. Prix Broquette-Gonin 1958.
- Mon père, ma mère et nous dix, 1971.